# راک‌گرایی و پاپ‌گرایی

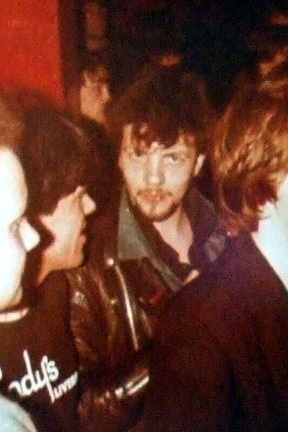
پیت ویلی، موسیقی‌دان راک، را ابداع‌کننده «راکیسم» در ۱۹۸۱ می‌دانند.

راک‌گرایی و پاپ‌گرایی (انگلیسی: rockism and poptimism) دو دیدگاه ایدئولوژیک دربارهٔ موسیقی عامه‌پسند هستند که در روزنامه‌نگاری موسیقی جریان اصلی رواج دارند. راک‌گرایی باور دارد که موسیقی راک به ارزش‌هایی مثل اصالت و هنرمندانه بودن وابسته است و همین ویژگی‌ها آن را از دیگر سبک‌های موسیقی عامه‌پسند برتر می‌کند. کسانی که به راک‌گرایی اعتقاد دارند (که به آن‌ها «راک‌گراها» می‌گویند) ممکن است ویژگی‌های کلیشه‌ای و ساختگی موسیقی راک را ترویج دهند یا این سبک را معیار اصلی و طبیعی موسیقی عامه‌پسند بدانند. در مقابل، پاپ‌گرایی (یا پاپیزم) معتقد است که موسیقی پاپ هم به اندازه موسیقی راک شایسته نقد حرفه‌ای و توجه جدی است. منتقدان پاپ‌گرایی اما می‌گویند این دیدگاه، مانند راک‌گرایی، به شکلی ناعادلانه به ستاره‌های معروف یا پرفروش پاپ، هیپ هاپ و آراندبی امتیاز ویژه می‌دهد.
اصطلاح راک‌گرایی در سال ۱۹۸۱ توسط پیت وایلی، موسیقی‌دان راک انگلیسی، ابداع شد. این واژه خیلی زود به یک عبارت تحقیرآمیز تبدیل شد و روزنامه‌نگاران موسیقی که به قول خودشان «ضد راک‌گرا» بودند با لحن شوخی آن را به کار می‌بردند. تا اواسط دهه ۲۰۰۰، این اصطلاح چندان فراتر از مطبوعات موسیقی استفاده نمی‌شد، اما در آن زمان، وبلاگ‌نویس‌ها با به‌کارگیری جدی‌تر آن در بحث‌های تحلیلی به رواجش کمک کردند. در دهه ۲۰۰۰، بازنگری انتقادی موسیقی پاپ آغاز شد و تا دهه بعد، پاپ‌گرایی جای راک‌گرایی را به عنوان دیدگاه غالب در نقد موسیقی عامه‌پسند گرفت.
اگرچه پاپ‌گرایی به‌عنوان راهی برای اصلاح دیدگاه‌های راک‌گرایانه مطرح و تشویق شد، مخالفانش می‌گویند این رویکرد باعث شده برخی ستاره‌های پاپ از نقدهای منفی در امان بمانند و نوعی اجماع برای حفظ هیجان بی‌چون‌وچرای مثبت شکل بگیرد. عده‌ای دیگر هم معتقدند که هر دو دیدگاه، راک‌گرایی و پاپ‌گرایی، اشکال‌های مشابهی دارند.